# Toró (Fußballspieler)
Rafael Ferreira Francisco, auch Toró genannt, (* 13. April 1986 in Rio de Janeiro) ist ein brasilianischer Fußballspieler. Er wird auf der Position eines Mittelfeldspielers eingesetzt.

## Karriere

### Fluminense
Toró startete seine Laufbahn im Futsal Bereich vom Fluminense FC in seiner Heimatstadt. Hier erwarb er sich auch seinen Spitznamen (Toró bedeutet Sturm auf Portugiesisch), weil er wie ein Sturm ein Tor nach dem anderen schoss. Bei Fluminense schaffte er 2004 den Sprung in den Profikader. Der zu dem Zeitpunkt sechzehnjährige galt aufgrund seiner Leistungen als ein künftiger Spielmacher wie Pelé, konnte diese Erwartungen aber nicht erfüllen.

### Flamengo
Anfang 2006 wechselte Toró zum Lokalrivalen CR Flamengo. In seiner ersten Saison bei dem Klub kam er zu achtzehn Einsätzen in der Meisterschaft, davon zehn in der Anfangsformation. Kurioserweise kam er im Zuge des zweiten Gewinns des Copa do Brasil durch Flamengo nur in den beiden Finalspielen zum Einsatz. 2007 fand Toró unter Trainer Ney Franco keine Berücksichtigung mehr. Erst nachdem Joel Santana im Juli das Amt für Franco übernommen hatte, wurde er wieder eingesetzt.
Bei Flamengo gab Toró sein Debüt auf internationaler Klubebene. Mit dem Klub startete er in der Copa Libertadores 2008. In seinem vierten Spiel, einem Heimspiel gegen Nacional Montevideo, kam es zu einem Zwischenfall. Er war über eine langsame Handlung eines Ballmädchen so erbost, dass er dieses schubste. Daraufhin sprach der Schiedsrichter einen Platzverweis aus.
Im Zuge des Gewinns der fünften Meisterschaft von Flamengo in der Série A 2009 bestritt 22 von 38 möglichen Spielen, davon 17 in der Anfangsformation (keine Tore). Nach der Saison 2010 verließ Toró nach erfolglosen Vertragsverhandlungen Flamengo.

### Wechsel in Brasilien
Als neuer Klub bot sich Atlético Mineiro, bei dem er im Dezember 2010 einen Vertrag für drei Jahre unterzeichnete. Nachdem er nur zu sporadischen Einsätzen gekommen war, stellte Atlético ihn am 25. August 2011 vom weiteren Spielbetrieb frei. Zur nächsten Saison wurde Toró daher an den Figueirense FC ausgeliehen.
Zur Saison 2013 wurde Toró am 10. Januar 2013 als neue Verstärkung für den EC Bahia bestätigt. Atletico hatte sich bereit erklärt, ihn bis Ende des Jahres kostenlos an das Bahia-Team auszuleihen. Kurz informierten die Klubs darüber, dass Toró fest zu Bahia wechseln wird.

### Wechsel ins Ausland
Nachdem Toró bei Bahia kaum zu Einsätzen gekommen war, wurde er zu Jahresende wieder abgegeben. Er verließ Brasilien Richtung Japan, wo er beim SC Sagamihara einen Kontrakt unterzeichnete. Mit diesem sollte er in der J3 League antreten.
Anfang 2016 ging es für Toró zur Austragung der Staatsmeisterschaft von Goiás zurück nach Brasilien. Er kam bis Mai als Leihgabe zum Anapolis FC. Im Finale der Staatsmeisterschaft unterlag Anapolis dem Goiás EC. Nach seiner Rückkehr zu Sagamihara wurde er noch bis Saisonende im November eingesetzt. Danach ging er zurück nach Brasilien. Hier hatte er bereits im Juni 2016 einen Vertrag beim Goiás EC unterzeichnet. Mit dem Goiás erreichte er, wie 2016 mit Anapolis, das Finale der Staatsmeisterschaft 2017, welche er dieses Mal gewinnen konnte. Am Ende der Saison verließ Toró den Klub wieder. Bis zum Juli 2018 war er ohne Kontrakt, dann nahm ihn Sagamihara wieder bis Jahresende unter Vertrag.
Im Februar 2019 wechselte Toró nach Finnland zum Helsingfors IFK in die erste Liga. Anfang August 2019 wurde der Vertrag bis zum Ende der Saison 2020 verlängert. Sein erstes Ligaspiel für den Klub bestritt Toró am 6. April 2019 gegen den Seinäjoen JK. In der Begegnung stand Toró in der Startelf. Zur Saison 2020 wurde Toró an den FF Jaro ausgeliehen. Im November des Jahres wechselte er fest zu dem Klub. Der Vertrag erhielt eine Laufzeit bis zum Ende der Saison 2021. Seit 2022 ist er bei Gamlakarleby BK in Kokkola aktiv.

## Erfolge
Fluminense
- Taça Rio: 2005
- Staatsmeisterschaft von Rio de Janeiro: 2005

Flamengo
- Copa do Brasil: 2006
- Taça Guanabara: 2007, 2008
- Staatsmeisterschaft von Rio de Janeiro: 2007, 2008, 2009
- Taça Rio: 2009
- Campeonato Brasileiro de Futebol: 2009

Goiás
- Staatsmeisterschaft von Goiás: 2017